# 乱川駅
乱川駅（みだれがわえき）は、山形県天童市大字乱川にある、東日本旅客鉄道（JR東日本）奥羽本線の駅である。「山形線」の愛称区間に含まれている。

## 歴史
- 1954年（昭和29年）12月1日：開業[2][3]。
- 1987年（昭和62年）4月1日：国鉄分割民営化により、東日本旅客鉄道の駅となる[2]。
- 1999年（平成11年）12月4日：山形新幹線の新庄延伸に伴い、普通列車が全て当駅に停車するようになる。
- 2024年（令和6年）
  - 3月16日：ICカード「Suica」が利用可能となる[4][5]。
  - 10月1日：えきねっとQチケのサービスを開始[1][6]。

## 駅構造
単式ホーム1面1線を有する地上駅で、山形駅が管理する無人駅である。待合室に乗車駅証明書発行機と簡易Suica改札機が設置されている。
かつては客車列車の全てと気動車の一部が通過していた。

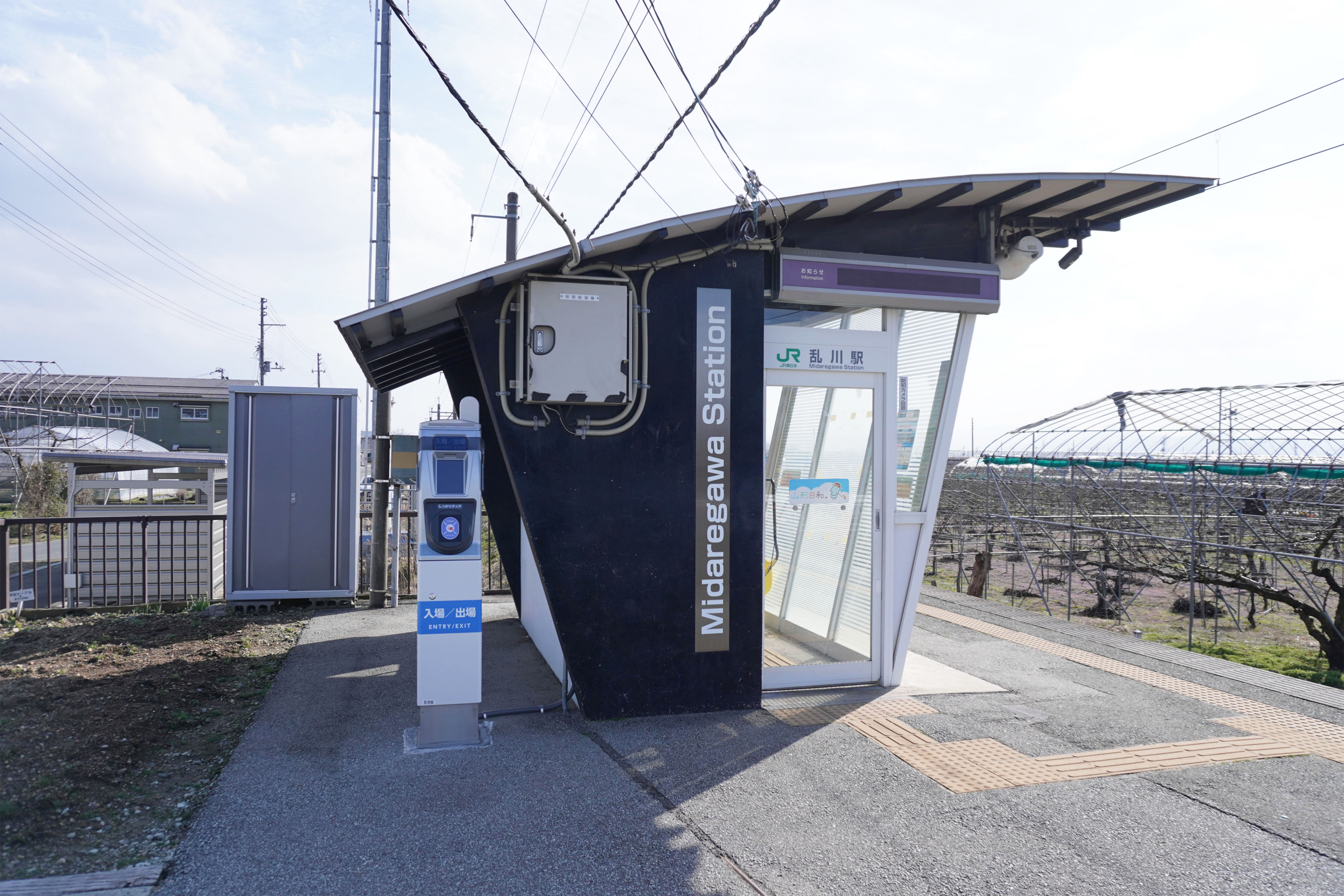
待合室外観（2024年3月）

## 利用状況
「山形県の鉄道輸送」によると、2000年度（平成12年度）- 2004年度（平成16年度）の1日平均乗車人員の推移は以下のとおりであった。
| 乗車人員推移       | 乗車人員推移     | 乗車人員推移 |
| 年度               | 1日平均 乗車人員 | 出典         |
| ------------------ | ---------------- | ------------ |
| 2000年（平成12年） | 106              | [ 7 ]        |
| 2001年（平成13年） | 135              | [ 7 ]        |
| 2002年（平成14年） | 161              | [ 7 ]        |
| 2003年（平成15年） | 183              | [ 7 ]        |
| 2004年（平成16年） | 189              | [ 7 ]        |

## 駅周辺
- 国道13号
- 天童木工
- 天童市立天童北部小学校
- 天童北久野本郵便局
- おーばん久野本店

## 隣の駅
東日本旅客鉄道（JR東日本）
■山形線（奥羽本線）
天童駅 - 乱川駅 - 神町駅